# خلیچیان
خلیچیان، روستایی از توابع بخش مرکزی شهرستان سنندج در استان کردستان ایران است.خلیچیان فاصله‌ای حدوداً ۱۵ کیلومتری با شهر سنندج دارد ، این روستا در بین دو کوه واقع شده‌است و در زمستان‌ها به دلیل واقع شدن در دامنه کوه هوایی سرد و زمستانی دارد .

## جمعیت
این روستا در دهستان حومه قرار دارد و براساس سرشماری مرکز آمار ایران در سال ۱۳۸۵، جمعیت آن ۶۴۶ نفر (۱۶۵خانوار) بوده‌است.